# Sabú (cantante)
Héctor Jorge Ruiz (Buenos Aires, 12 de septiembre de 1951, Ciudad de México, 16 de octubre de 2005) fue un cantante y actor argentino, conocido con el nombre artístico de Sabú. 
Grabó quince discos; registró doscientas canciones; tuvo veintisiete discos de oro y siete de platino; cantó en seis idiomas: español, francés, inglés, italiano, japonés y portugués.

## Primeros años
Jorge Ruiz nació en el barrio de San Telmo (o en el vecino barrio de Monserrat) de la ciudad de Buenos Aires. Era hijo de Héctor Ruiz y Susana Elsa Saccomano. Tenía una hermana, Silvia, tres años menor que él. Cuando tenía seis años de edad falleció su madre, y cuando tenía nueve años de edad, su padre volvió a casarse.
Ante el desafecto de la nueva esposa de su padre, Jorge Ruizempezó a trajinar por las calles con su hermana. Fueron acogidos por otra familia. Allí convivió con quienes él llamaría sus «hermanos del corazón», Juan Carlos, Luis y Eduardo. Hizo la escuela primaria en la escuela Fray Cayetano Rodríguez y la secundaria en el Colegio Nacional San Martín (de Buenos Aires).
Empezó a jugar en las divisiones inferiores de Boca Juniors y quedó elegido. Mientras tanto trabajaba para mantenerse: vendía periódicos, lustraba zapatos y trabajó como cadete y sereno (vigilante nocturno) en diferentes empresas, hasta que fue contratado por la importante casa de ropa Modart, que necesitaba modelos para su colección juvenil. En ese momento utilizaba el seudónimo de Giorgio.

## Carrera artística
En una oportunidad, luego de un desfile, fue invitado a cantar. Por casualidad se encontraban presentes dos importantes productores discográficos. Uno de ellos, Ricardo Kleiman, le ofreció la oportunidad de grabar un simple. Como le disgustaba el pseudónimo Giorgio, le pidió que eligiera otro. Por su parecido físico con el actor Sabú (actor indio que en los años cuarenta protagonizó películas como El ladrón de Bagdad y El libro de la selva), Ruiz adoptó su nombre.

El seudónimo lo saqué del personaje de la película El ladrón de Bagdad, porque los dos tuvimos una manera similar de vivir la niñez y los comienzos de la adolescencia
Sabú

A los diecisiete años comenzó su carrera como cantante.
El 20 de noviembre de 1969 (cuando Sabú tenía dieciocho años) se publicó el disco Toda mía la ciudad. Para cualquier debutante, el sueño máximo era vender 10 000 simples. Toda mía... se colocó inmediatamente dentro de las preferidas del verano 1969-1970, llegando a vender 50 000 simples. Abandonó el modelaje. En esta época se le podía encontrar en las oficinas de la agencia que lo representaba en Buenos Aires atendiendo el teléfono, tomando contrataciones para él y para otros artistas de la misma. Utilizaría esta experiencia en los años ochenta, cuando crearía su propia empresa de contratación de artistas en México.
En 1970, su segundo simple se tituló Ese tierno sentimiento, que superó su primera producción al alcanzar las 70 000 unidades vendidas. Estas dos canciones fueron el éxito de la temporada marplatense del verano 1970-1971.
El 22 de abril de 1971, alternando sus actuaciones entre Canal 4 de Montevideo (Uruguay), y el programa Sábados de la bondad de Canal 9 de Buenos Aires, se presentó en la televisión chilena y en escenarios de Valparaíso, destinando los fondos para la Casa Cuna de Chile.
En mayo de 1971 se publicó el disco Vuelvo a vivir vuelvo a cantar, que vendió 100 000 copias.
Sabú salió de gira por Uruguay, Chile, Perú y Puerto Rico, donde fue premiado con un «disco de oro» por la venta millonaria de sus álbumes.
En mayo de 1971 viajó a París (Francia) contratado por el productor francés Bob Socquet para lanzarlo a nivel continental. Su primera grabación en francés fue Mon amour, mi bien, ma femme. También se promocionaron He tratado de olvidarte, Él o yo, Rosas a Sandra y Me gusta, me gusta. De Francia pasó a Londres para hacer presentaciones promocionales.
Volvió a viajar a Europa en septiembre de 1971, para cantar en el programa Sábados gigantes de Madrid (España). Cantó en el programa Show TV (Brasil), del cantante Roberto Carlos. Estuvo a punto de concretarse una tercera película junto a Roberto Carlos, pero las agendas de ambos no lo permitieron.
Ese año 1971, una encuesta realizada por radio y televisión lo eligió «el cantante más popular del Uruguay». En Perú recibió el premio «Conejín» como revelación juvenil del año.
Su carrera se vio momentáneamente truncada cuando el jueves 6 de septiembre de 1971 a las 22:00 h, Sabú fue arrestado por la policía por presunta complicidad con una banda de secuestradores (era amigo de varios de ellos). Afortunadamente no se encontraron pruebas para implicarlo. Estuvo detenido hasta el martes 11 de septiembre de 1971 a las 18:00 h.
El 7 de octubre de 1971 se estrenó la película Vuelvo a vivir, vuelvo a cantar (basada en la canción homónima), en que Sabú fue protagonista, gracias a Ricardo Kleiman. Fue un éxito de taquilla. Entonces este disco fue publicitado en el mercado internacional.
Del 25 al 27 de noviembre de 1971 participó en el Festival de la Canción en Tokio (Japón).
Como el cantante Cacho Castaña representaba a Argentina (con la canción Me gusta, me gusta), Sabú se hizo pasar por uruguayo para representar a ese país (con el tema He tratado de olvidarte). Los primeros días de diciembre de 1971 se presentó en Japón junto a figuras como John Lennon, Quincy Jones y Franck Pourcel.
Sus temas fueron incluidos en varias telenovelas de diferentes países. Los premios en el mundo por ventas discográficas fueron incontables.
En Francia se publicitó la canción Con las chicas no sé qué hacer, pero no tuvo mayor éxito. Kleiman le encargó una nueva letra a Lelia Varzi, con la misma melodía pegadiza, y obtuvo un éxito rotundo.
En julio de 1972 sale a la venta He tratado de olvidarte (con la canción homónima de Dino Ramos).
Kleiman le arregla un contrato con la empresa discográfica estadounidense Fania. La empresa estadounidense Reprise edita sus primeros tres discos y los promociona para el inmenso público de habla española en Estados Unidos, logrando resonante éxito. Se convierte en uno de los artistas latinoamericanos de mayor venta discográfica.
En 1972, en pleno éxito en Music Hall y Microfón, la empresa discográfica RCA Records lo introdujo en el mercado anglohablante con el disco Sellado con un beso bajo el seudónimo Gulliver. En la otra cara del simple, Nicky Jones canta Así lo quiso Dios, con el mismo seudónimo.
El 22 de febrero de 1973 se estrenó su segunda película, El mundo que inventamos (también basada en la canción homónima).
Sabú grabó gran cantidad de álbumes, que lo transformaron en el ídolo de la juventud latinoamericana. En todos los países se formaron clubes de admiradores.
En los discos de Sabú, Valeria Lynch y Amanda Miguel le hacían los coros.
En 1975 participó en la telenovela La aventura de vivir del Canal 9, protagonizada por Arturo Puig y Marta González.
Sabú desapareció del mercado argentino, pero en los años siguientes siguió realizando giras exitosas por Estados Unidos, Puerto Rico y México.
En 1976 grabó en portugués para el sello RCA: Pequena e frágil y Este amor para mim.
En marzo de 1978, en Buenos Aires, Sabú fue detenido por la policía por tenencia de drogas. La Cámara Penal lo condenó a un año de prisión, pero la pena quedó en suspenso y solo tuvo que pagar una multa.
Entre 1973 y 1991, Sabú realizó presentaciones en El show de las estrellas, un programa musical de la televisión colombiana.

## En el exterior
A finales de 1978 se mudó un año a Nueva York. En 1979 fue contratado por un canal de televisión de Puerto Rico y se mudó allí. Mientras tanto siguió haciendo sus giras por todos los países que lo seguían solicitando. En 1980 firmó un contrato de exclusividad con la empresa discográfica Melody, perteneciente al canal Televisa, y se radicó en México donde continuó su vida artística cuatro años más. En 1982 consiguió una beca para estudiar en el Actor’s Studio de Lee Strasberg (en Nueva York).
En 1984 se bajó de los escenarios y creó Sabú Producciones, su propia empresa de producción de nuevos artistas. En México fue importante su relación con Lupita D'Alessio, cantante y actriz a la que Sabú representó y le produjo disco y una película. En sus principios, su primera pareja conocida había sido una porteña llamada Susana. Más tarde le siguió una azafata de nombre Claudia.
En noviembre de 1987, Sabú se casó con la artista argentina Josefina Gil (f. 2008) ―madre de la cantante mexicana Fey (1973–) e integrante (con su hermana Noemí) del dúo Las Hermanas Gil, en el que tuvo que ser reemplazada por su otra hermana Gloria― con quien vivió sus últimos 18 años de vida. Sabú nunca tuvo hijos. Fey (de 15 años) no quiso convivir con ellos y se fue a vivir con su tía Noemí.
En 1991 fue invitado a un festival en Colombia: FestiBuga. Allí su amigo, el cantante argentino Sergio Denis, lo invitó a subir al escenario. Fue tal la acogida del público ―que lo volvía a ver cantar después de casi siete años de ausencia de los escenarios― que Sabú decidió publicar un compilatorio con sus canciones más exitosas. Después emprendió una gira por Latinoamérica y Estados Unidos.
Uno de sus conciertos más recordados fue el que dio en el Teatro Jorge Isaacs en la ciudad de Cali (Colombia) el 30 de septiembre de 1999. El 7 de mayo de 2005 realizó su última actuación, en el coliseo Luis Leoro Franco de la ciudad de Ibarra (Ecuador).

## Muerte
El 15 de julio de 2005 Sabú fue operado de dos vértebras cervicales debido a un dolor de cuello que lo aquejaba.
El 30 de julio de 2005 estaba anunciada su presencia en la Carpa Cabaret de la Feria de las Flores del aeroparque Juan Pablo II en Medellín (Colombia), pero el 22 de julio Sabú sufrió una recaída.
Tras varios exámenes se le descubrió cáncer de pulmón muy agresivo. En dos meses fue sometido a dos quimioterapias. El viernes 14 de octubre de 2005 ingresó de urgencia al Hospital Español de la Ciudad de México. Llevaba una camiseta que decía: «Sabú: en Colombia te amamos, regresa pronto». El domingo 16 de octubre de 2005 a las 10:30 (hora de México), falleció, rodeado de su familia. Tenía 54 años.
La esposa del cantante, Josefina Gil (f. 2008), declaró después del sepelio realizado el lunes, que las cenizas del artista permanecerían durante algún tiempo en suelo mexicano pero luego serían trasladadas a Argentina para su descanso definitivo.
El 5 de noviembre de 2005, por iniciativa de Sabú y en honor a él, con el fin de recolectar dinero para ayudar a niños con cáncer, se realizó un partido de fútbol entre integrantes del Gobierno de México, actores de la empresa Televisa y exfutbolistas.

## Canciones más conocidas[3]
- Bésame
- Con quién vas a pasar esta noche
- Él o yo (primer éxito como autor).
- Es el amor de verdad
- Es mi amor
- Esta noche vas a tener que ser mía
- Fiebre de ti
- Fugitiva
- He tratado de olvidarte
- Rosas a Sandra
- Mon amour, mi bien, ma femme
- Navegando
- No puedo morir por dentro
- O tú o nada
- Oh, cuánto te amo
- Pequeña y frágil («tan pequeña es, tan frágil es»).
- Quiero morir por tu amor
- Quizás sí, quizás no
- Señora
- Sonríe
- Vuelvo a vivir, vuelvo a cantar
- El mundo que inventamos
- Olvidar

## Discografía
- 1971: "El mundo que inventamos" - MUSIC HALL
- 1971: "Sabu" - MUSIC HALL
- 1974: "Mon Amour..." - MUSIC HALL
- 1972: "Vuelvo a vivir... Vuelvo a cantar" - MUSIC HALL
- 1976: "Por siempre Sabu" - MICROFON ARGENTINA S.A.
- 1977: "Canción de amor" - RCA
- 1981: "Sabú" - RCA
- 1982: "Sus grandes éxitos" - MUSIC HALL
- 1982: "Compañera mía" - MICROFON ARGENTINA S.A.
- 1991: "Después de ti"

## Filmografía
- 1971: Vuelvo a vivir... vuelvo a cantar, dirigida por Julio Saraceni, con guion de Fernando Siro y Norberto Aroldi, y música de Alain Debray (seudónimo del músico Horacio Malvicino, que no quería ser identificado con este tipo de películas). Elenco: Sabú, Diana Maggi, Ubaldo Martínez, María Leal, Enrique Liporace, Marta Cerain, Norma López Monet, Beatriz Taffernaberry, Stella Maris González y los grupos Banana, Pintura Fresca y Trocha Angosta.[8]
- 1973 (22 de febrero): El mundo que inventamos (comedia romántica), como Sabú (protagonista). Dirigida por Fernando Siro, con Javier Portales, Cristina del Valle, Claudio Levrino, Laura Bove, Fernando Siro, Juan Carlos Altavista (como Nicola), Ovidio Fuentes, Hugo Caprera y Enrique Belluscio.[8]
- 1975: La aventura de vivir, telenovela en Canal 9 de Buenos Aires, protagonizada por Arturo Puig y Marta González